# Яхнівська сільська рада (Миронівський район)
| Яхнівська сільська рада — орган місцевого самоврядування у Миронівському районі Київської області з адміністративним центром у с. Яхни. Сільській раді підпорядковані населені пункти: - с. Яхни - с. Микитяни |

## Склад ради
Рада складається з 16 депутатів та голови.

### Керівний склад ради
| ПІБ                        | Основні відомості                                                         | Дата обрання | Дата звільнення |
| -------------------------- | ------------------------------------------------------------------------- | ------------ | --------------- |
| Федоренко Михайло Петрович | Сільський голова, 1964 року народження, освіта, безпартійний              | 26.03.2006   | 31.10.2010      |
| Федоренко Михайло Петрович | Сільський голова, 1964 року народження, освіта вища, член Партії регіонів | 31.10.2010   |                 |

Примітка: таблиця складена за даними джерела